# Szalámi

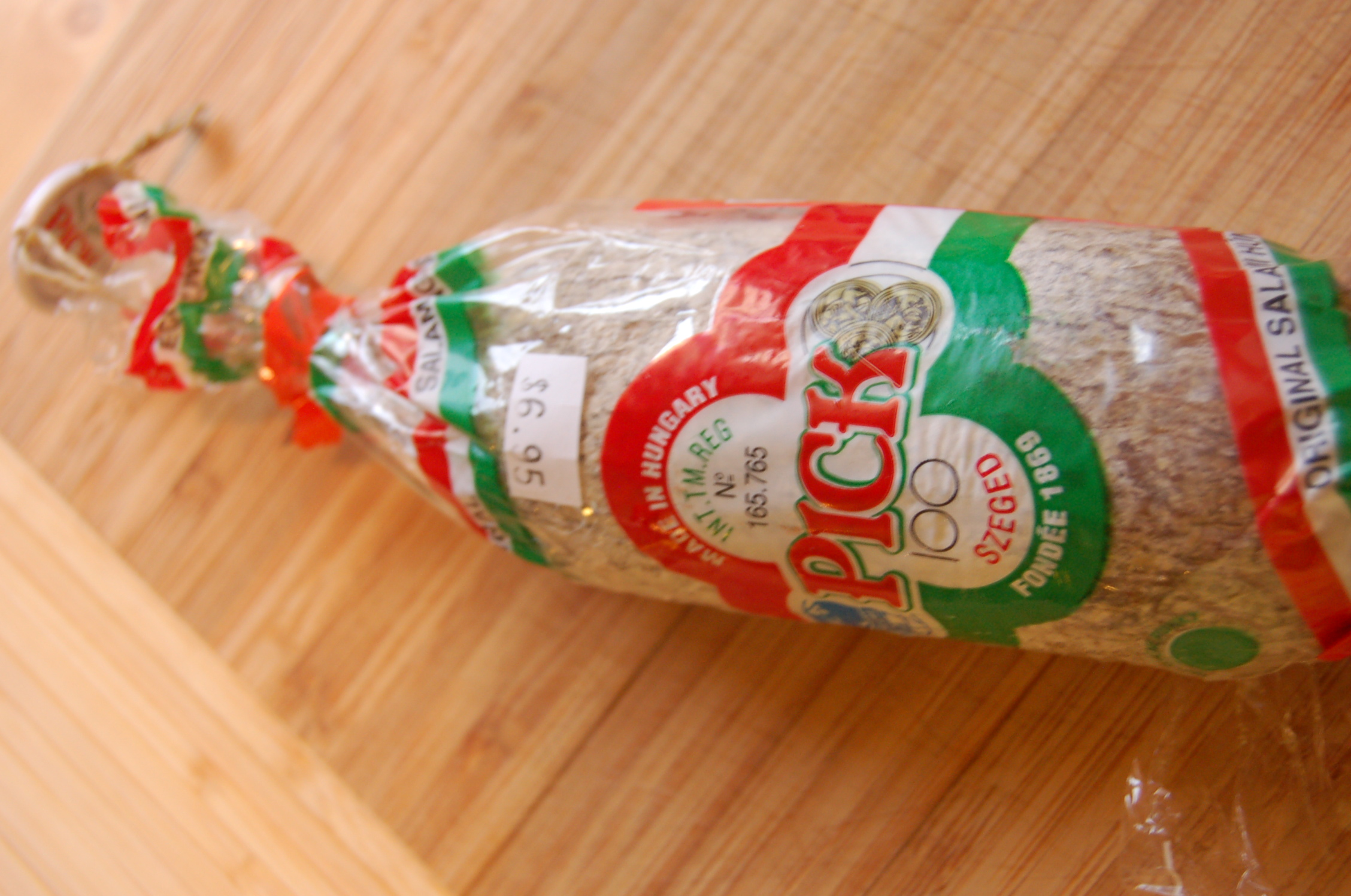
Pick-téliszalámi

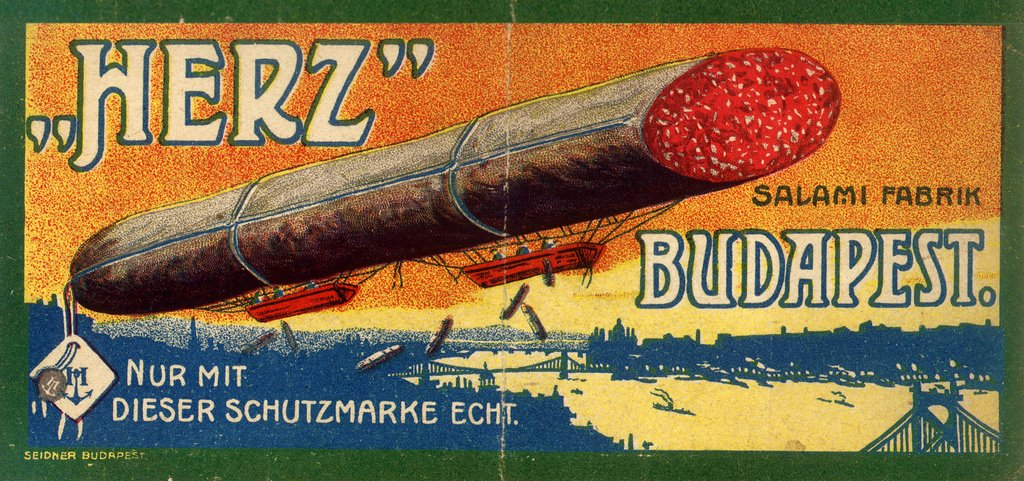
A Herz-szalámigyár plakátja, 1930 körül

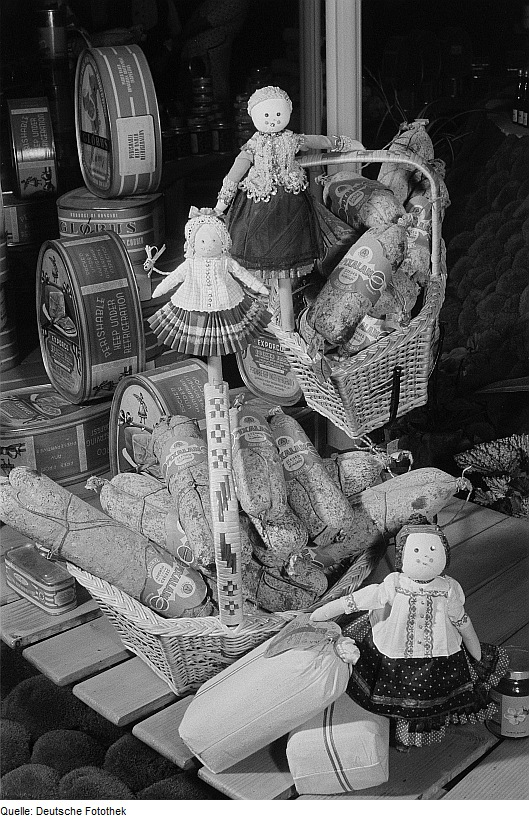
A világhírű magyar szalámi az 1954-es Lipcsei kiállításon

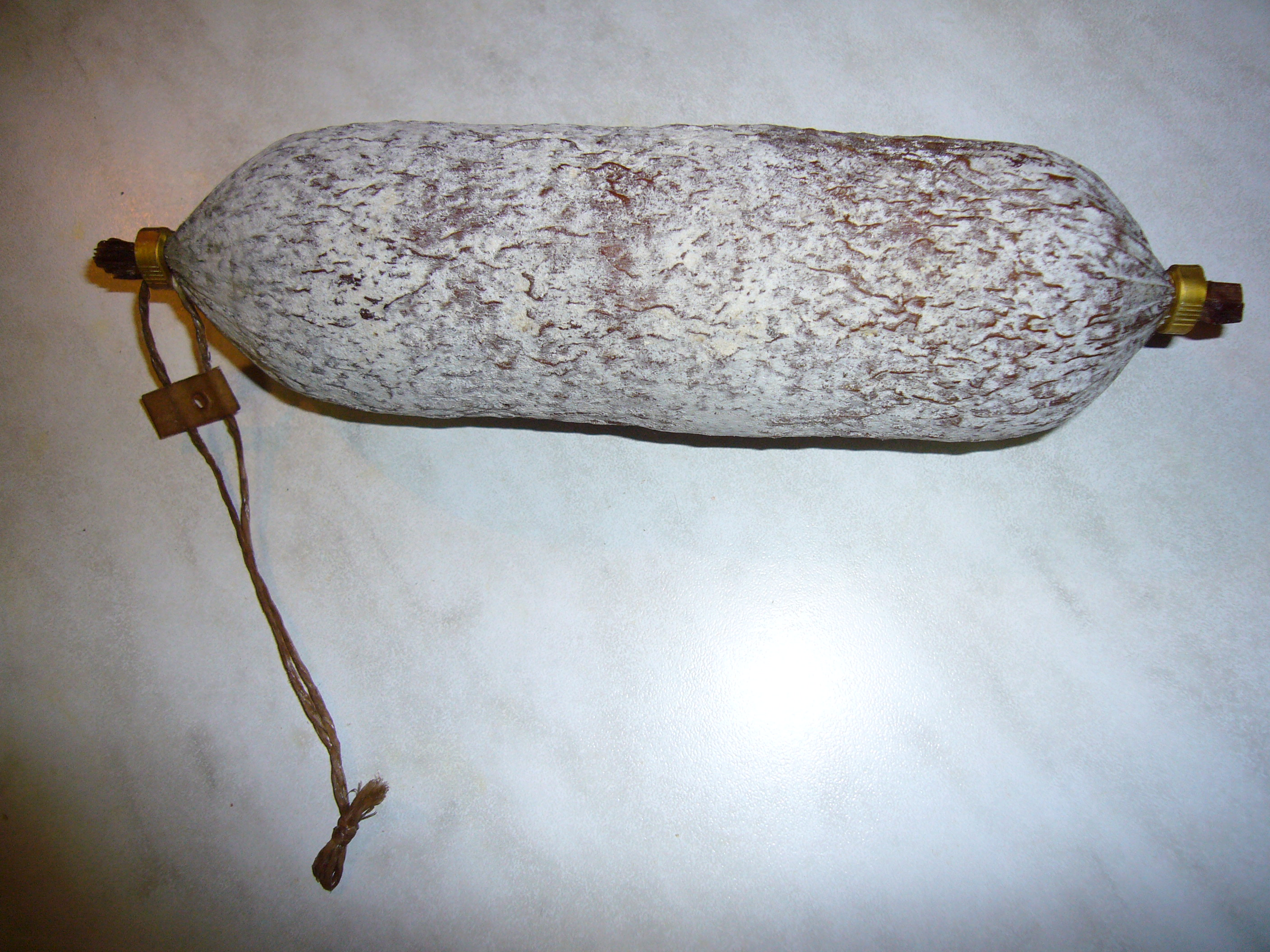
Nemespenésszel borított téliszalámirúd

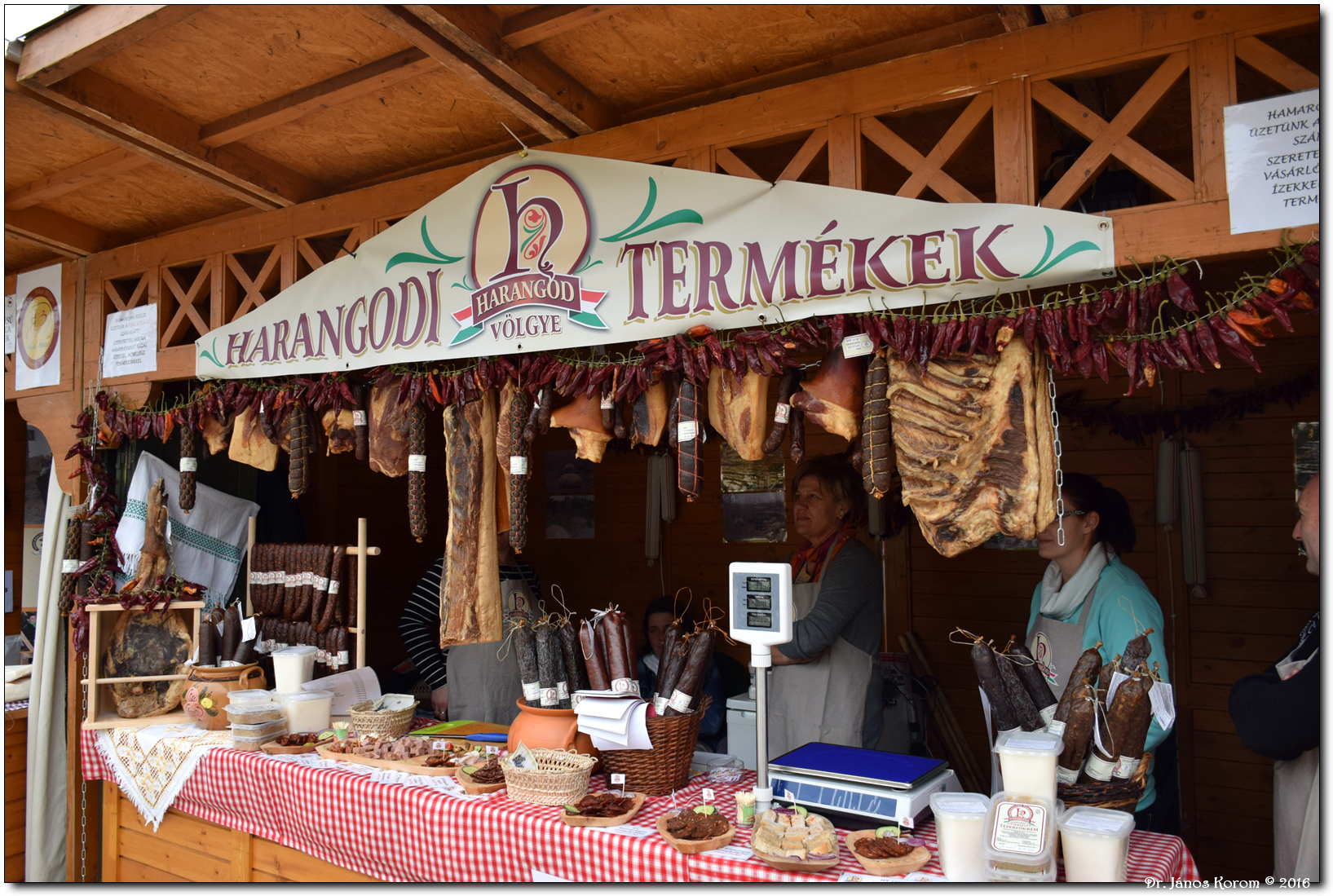
Szalámiáruda a 2016-os debreceni mangalicafesztiválon

A szalámi (olasz eredetű szó, olaszul: salame, tsz. salami) füstölt kolbász-különlegesség, Magyarország egyik hagyományos exportcikke. Tartós, sokáig elálló termék.
Téves az a vélekedés, hogy a nemespenész miatt „téli” a téliszalámi. Ugyanis nem a „havas” hófehér felülete, hanem a különleges gyártási módja (hűtve füstölés) miatt kapta az elnevezést, mivel kezdetben még nem voltak klimatizált érlelőtornyok, ezért csak télen voltak adottak a feltételek a termék gyártására.

## Téliszalámi
Nevét arról kapta, hogy sokáig kizárólag télen készült. A téliszaláminak nevezett termék a tél (november–február) hónapokat szinte veszteség nélkül átvészelte és az eredeti textúrához hasonló állagot mutatott. Hűtés nélkül a nyári melegben is hosszú ideig tárolni lehet.
Magyarországon először Itáliából hazánkba települt montecuccói Meduna József (1821–1895) kezdett szalámit gyártani olasz recept szerint szamárhúsból, amely nem nyerte el az itthoni vásárlók tetszését, ezért sertéshúsból kísérletezett ki egyedi receptet. 1850-ben alapította Kőbányán a gyárát Első Magyar Gőz Szalámi és Zsiradék-áruk Gyára néven. 1885-ben már 140 tonna szalámit gyártott. Az 1878-as párizsi világkiállításon bemutatott és hatalmas sikert aratott termékeiért Ferenc Józseftől ezüst érdemkeresztet kapott.  A budapesti országos kiállítás bíráló bizottsága, melynek tagjai nagyrészt konkurenseiből állt, „a nagy kiállítási éremmel a kitűnő minőségért, a nagybani termelés, a verseny és a kivitel képességért” tüntette ki. Meduna Józsefnek nyílt lehetősége az ő megfogalmazása szerint, „nemzeti fonalas” csomagolásban forgalmazni az általa gyártott szalámit.
Készítésének titkát Herz Ármin hajózási vállalkozó olasz hentesmesterektől leste el, majd hazatérése után, 1888-ban szalámigyárat alapított Magyarországon (2012-ben lebontották, a HERZ-termékeket a Bonafarm csoport tagja, a Pick Szeged Zrt. gyártja). A Herz-szalámi védjegye a szalámirudakon megtalálható H betűvel kombinált hajóhorgony, amely a Herz-téliszalámi eredetiségét jelöli és garantálja. Napjainkban sajnálatos módon sok hamisítványt árusítanak „téliszalámi” néven belföldön és külföldön egyaránt.

## Olaszországban
Az olasz szalámi (salame) erősen füstölt kolbász, amelyet leginkább Tirol olaszok lakta részén és Lombardiában, nevezetesen Bolognában és Veronában készítenek. Fűszerül fokhagymát adnak hozzá, a húst nem vágják nagyon finomra. A belet erősen megtömik a vagdalékkal, és zsineggel erősen leszorítják. Csak disznóhúst használnak erre a célra.

## Magyarországon
Magyarországon a szalámi többnyire sovány disznóhúsból készül. A két legismertebb magyar szalámi a Pick-szalámi (1869-től) és a Herz-szalámi (1888-tól). A Herz-szalámi az 1896-os Millenniumi Kiállításon nagydíjat nyert, majd 1900-ban a párizsi világkiállításon szintén nagydíjat kapott.